# Жук поетичний
Жук поетичний — це трирядковий вірш, що складається з 6 складів (2–2–2). Жанр отримав таку назву, бо його конструкція нагадує морфологію жуків: твердокрилі мають 3 пари кінцівок, як і жук поетичний — 3 рядки по 2 склади. Його назва — це також алюзія на рак літеральний, тобто паліндром, усталений за доби бароко.
Жук — це мистецтво лаконічності. Думка в такому вірші настільки сконденсована, що відкриває широке поле для інтерпретацій. Жук поетичний стоїть / може стояти на межі герметичної, дадаїстичної, зорової та фонетичної поезії, загадок, ребусів, афоризмів, паліндромів, мантр, заклинань тощо.

## Історія
Новий поетичний жанр, що виник в Україні на початку 2022 року. Його батьками стали Олег Коцарев, Лесик Панасюк і Богуслав Поляк, до яких згодом доєднався Олег Клюфас (завдяки його ідеї виник один із видів поетичного жука). Офіційний день народження жанру — 22 лютого 2022 року.
Першим жуком був вірш Олега Коцарева (об що / вітер / гуде?), з якого поети розробили жанр та його підвиди.

## Види поетичного жука
Батьки жанру виділяють 4 види жуків. Кожен із видів має назву реального жука з української фауни, а також уточнювальну назву.
Хрущ, або звичайний жук — це вірш, де слова не розриваються між рядками, в одному рядку може бути одне слово, а може й кілька.
Приклади хрущів з доробку Богуслава Поляка:
Ж

Стелі — 

віддай 

погляд 

Ж

Коло

мене

квадрат 

Ж

Трава

варта

ватри

Бедрик, або ламкий жук — це вірш, де слово з першого рядка розривається між першим і другим рядком, або слово з другого рядкарозривається між другим і третім рядком, або перше і друге одночасно.

Приклади бедриків з доробку Олега Коцарева:
Ж

Жито

мир край

ночі

Ж

неба ж

заба

гато 

Ж

інста

люй о

мелу

Жужелиця, або зашнурований жук — це вірш, де останній склад слова з першого рядка переноситься на другий рядок і водночас починає перше слово другого рядка, а останній склад слова з другого рядка переноситься на третій рядок і починає перше слово третього рядка, останнє слово втрачає останній склад. Структура 2–2–2 зберігається. За бажання останній склад останнього слова можна виносити в назву жужелиці.

Приклади жужелиць з доробку Лесика Панасюка:
НЕМ

Леті

ластів

каме

СЯ

Іко

насті

ніжить 

ЦЕМ

Тирли

щебе

чебре
Тобто у першому вірші «зашнуровано» фразу «Летіла ластівка каменем», у другому — «Ікона на стіні ніжиться», у третьому — «Тирлище щебече чебрецем».
Букарка, або розкришений жук — вірш, де слова кришаться в довільному порядку: на склади, на окремі літери, утворюючи таким чином безліч можливих прочитань на стикові слів чи рядків. Саме цей вид жука виник завдяки ідеї Олега Клюфаса.
Приклади жужелиць з доробку Олега Клюфаса:
Ж

хлоп ця

мри на

стиг не

Ж

мо ви

не сти

рай же
Ж

жук ам

пер о

си лить
Також можна утворювати межових жуків, які використовують прийоми різних видів водночас.
При утворенні рою жуків, тобто вірша, який складається з кількох жуків (диптихи, триптихи тощо), варто пам’ятати, що слова не мають перетікати / розламуватися між частинами. Проте, це правило не діє з роєм жужелиць, де останній склад першої частини стає першим складом наступної частини (кількість таких «перетікань» залежить від кількості частин), а останній склад останньої частини стає назвою циклу, або першим складом першої частини.
Жуки без назви автори пропонують позначати великою літерою ж.

## У світі
Наразі поетичні жуки існують понад 20 мовами та мають свої сторінки в соцмережах. Їх також вивчають і пишуть школярі та студенти в різних куточках світу в рамках письменницьких курсів, курсів вивчення мови та художнього перекладу.
У Берліні Вікторія Стукаленко використовує поетичного жука як метод роботи з учнями 8–11 класів в рамках проєкту Echt Absolut.